# William Larned
William Augustus Larned (Summit, 30 december 1872 – New York, 16 december 1926) was een Amerikaans tennisser die actief was in het begin van de twintigste eeuw.
Larned won de US Championships, het tegenwoordige US Open, zeven keer.
Larned was lid van het Amerikaanse Davis Cup-team in 1902, 1903, 1905, 1908, 1909, 1911 en 1912 – in 1902 wonnen zij de titel. In de jaren 1903, 1909, 1911 en 1912 was hij tevens captain van het Amerikaanse Davis Cup-team.
In 1956 werd hij opgenomen in de internationale Tennis Hall of Fame.

## Grandslamfinales
US Championships
- Winnaar enkelspel: 1901, 1902, 1907, 1908, 1909, 1910, 1911
- Verliezend finalist enkelspel: 1900, 1903